# 高晉翰
高晉翰（1836年—1892年8月26日），字鳳池，中國清朝官員，山東省登州府海陽縣人，監生出身，曾歷任福建省建寧府建陽縣知縣與福建臺灣省臺南府恆春縣、鳳山縣知縣。光緒十八年（1892年）任恆春縣知縣時，於處理射不力社與楓港莊之間的衝突時積勞病故。

## 生平
據《恆春縣志·卷三 職官》〈高晉翰傳〉記載，高晉翰待人毫無掩飾，親友有過失多當面糾正，而若是自己有過錯也會虛心受教，此外他還是位仗義輕財之人。同治九年（1870年），以監生捐從九品而分發廣東試用，後奉諱回籍，之後又再次到廣東。當時福建汀州府等地例食粵鹽，高晉翰獲推薦在汀州的粵鹽總館掌管會計，對於子館與鹽販課徵的各項費用皆秉公處理。
光緒七年（1881年）高晉翰捐知縣加同知銜，改到福建當官，曾經辦過海防、釐金及災歉事務，皆能妥善處理。光緒十一年（1885年）署建陽縣知縣，任內頗有政績，臺灣巡撫劉銘傳聞其有能，將他奏調渡臺。高晉翰來臺後，先擔任南鹽總局提調、兼彰嘉總館，經其整頓，官鹽銷售日益暢旺。
光緒十三年十二月初二日（1888年1月14日）任恆春縣知縣，當時全臺正在進行清賦事宜，由於過去恆春縣的田園街尚未升科，當時有委員打算將恆春縣田園上報為「膏腴」，引發當地豪強不滿，據說還打算與當地原住民一同起事。高晉翰一面設法彈壓、開導，同時援引「福建同安縣下沙則例」來遞減一等升糧且免去丁糧、耗羨，上請照准後化解此次民怨。光緒十五年三月初八（1889年4月7日），高晉翰奉命造送恆春縣已招撫的各社之正副社長與戶口的清冊備案。同年五月廿六日（1889年6月24日）調署鳳山縣知縣，次年閏二月十三日（1890年4月2日）卸任，該年四月（約1890年5、6月）補恆春縣知縣，九月廿八日（1890年11月10日）復任。
在高晉翰第二次擔任恆春縣知縣期間，曾以就地正法方式嚇阻截路殺人案的一再發生，此外積極興修水利與開墾田園，且捐廉倡建城隍廟。光緒十七年（1891年）恆春縣一反過去常受風害影響而大豐收，有人認為是高晉翰虔誠至廟宇祈求，而使「風若為感，亦頓息」。
光緒十八年（1892年）春，刺桐腳莊與大龜文內文社發生衝突，導致刺桐腳莊一度被毀散莊，經高晉翰外交斡旋之後，對方以月餉賠償所燒毀之財物，而高晉翰則自行出資撫卹四散的刺桐腳莊莊民，才使刺桐腳莊免於散莊。同年五月（1892年5、6月）楓港莊與射不力發生衝突，高晉翰為此曾前往招撫，但遭對方拒絕，高晉翰遂稟請大軍來臺剿辦。但臺灣總兵萬國本率軍走海路到楓港後，其押運官忽然稱遺失兩箱後膛槍子彈，要求高晉翰賠償。高晉翰為此在炎暑在海灘奔走多日而心力交瘁，而搭船返回尖山途中遭遇風險使其身體狀況再度受創，終在返回恆春縣署後病情惡化，經過十多天後於該年七月初五（1892年8月26日）病逝，後由親人扶櫬歸鄉。繼任知縣陳文緯上任後，受縣民之請以積勞病故例轉奉兩院奏請恩卹。